# Tormato
Albums de Yes
Going for the One
(1977) Drama
(1980)
Singles
1. Don't Kill the Whale
Sortie : Septembre 1978

Tormato est le neuvième album studio du groupe britannique de rock progressif Yes. Il est sorti le 20 septembre 1978 sur le label Atlantic Records et est produit par le groupe.

## Historique
Cet album est enregistré entre Décembre 1977 et Juin 1978 à Londres dans les studios Advision et RAK.
C'est le dernier album du groupe avec Jon Anderson et Rick Wakeman à bord du navire Yes avant leur départ en 1980. La pochette, comme pour l'album précédent (Going for the One ), n'est pas de Roger Dean (seul le logo du groupe fait de sa main subsiste), mais d'Hipgnosis, bien connu pour son travail avec Pink Floyd et Alan Parsons Project. Originellement, le titre doit être Yes Tor, du nom d'une formation géologique située dans le sud de l'Angleterre. Cependant, les photos prises par Hipgnosis ne plaisent pas à Rick Wakeman qui, frustré, lance une tomate sur l'une d'entre elles : le groupe pense alors au titre Tomato et avec le jeu de mots formé, Yes Tor devint alors Tormato.
La chanson Circus of Heaven est issue d'une idée de Jon Anderson à la suite de la lecture, dix ans plus tôt, d'un roman de Ray Bradbury. On peut entendre la voix de Damion Anderson, le fils de Jon, à la fin de la chanson. La pièce Onward contient des arrangements orchestraux de Andrew Pryce Jackman, le claviériste du groupe The Syn avec lequel jouait Chris Squire avant de fonder Yes.
Hormis le dernier, les titres bonus proviennent des sessions de travail avortées qui ont eu lieu avec le producteur Roy Thomas Baker, avant que le chanteur Jon Anderson et le claviériste Rick Wakeman ne quittent le groupe et soient remplacés respectivement par Trevor Horn et Geoff Downes, des Buggles.
L'album reçoit un accueil mitigé de la part des critiques, mais s'avère une réussite commerciale, en accédant à la huitième place des charts britanniques et à la dixième place du Billboard 200 aux États-Unis.

## Titres bonus réédition 2004
La chanson Abilene est disponible en face B sur le single Don't Kill the Whale : elle commence avec des hennissements de chevaux qui tirent une carriole, le tout avec la guitare-cithare de Steve Howe qui accompagne aussi au chœur. La pièce Money contient un long commentaire de Rick Wakeman que l'on peut entendre tout le long de la chanson qui est aussi disponible sur le boîtier Yesyears.
Picasso est un hommage de Jon Anderson au grand peintre espagnol et n'est disponible que sur la version bonus de Tormato. Some are born et Days seront réarrangées et retravaillées pour le second album solo de Jon Anderson, Song of Seven.
La chanson You Can Be Saved de Chris Squire est restée inédite jusqu'à ce jour. High de Steve Howe sera elle aussi retravaillée et réapparaîtra en version instrumentale sur l'album de GTR, sous le titre Sketches in the Sun. Countryside sera aussi remodelée par Steve Howe et est disponible sur son album solo Turbulence.
Everybody's Song deviendra Does It Really Happen sur Drama. La dernière pièce cachée contient les arrangements orchestraux, écrits par Andrew Pryce Jackman, pour la chanson Onward de Tormato.

## Liste des titres
| 1. | Future Times/Rejoice | Jon Anderson, Chris Squire, Steve Howe, Rick Wakeman, Alan White | 6:46 |
| 2. | Don't Kill the Whale | Anderson, Squire                                                 | 3:56 |
| 3. | Madrigal             | Anderson, Wakeman                                                | 2:25 |
| 4. | Release, Release     | Anderson, White, Squire                                          | 5:44 |

| 5. | Arriving UFO                   | Anderson, Howe, Wakeman | 6:07 |
| 6. | Circus of Heaven               | Anderson                | 4:31 |
| 7. | Onward                         | Squire                  | 4:05 |
| 8. | On the Silent Wings of Freedom | Anderson, Squire        | 7:47 |

| 9.  | Abilene                                                                         | Howe                             | 4:02 |
| 10. | Money                                                                           | Anderson, Squire, Wakeman, White | 3:15 |
| 11. | Picasso                                                                         | Anderson                         | 2:12 |
| 12. | Some Are Born                                                                   | Anderson                         | 5:42 |
| 13. | You Can Be Saved                                                                | Squire                           | 4:20 |
| 14. | High                                                                            | Howe                             | 4:30 |
| 15. | Days (Démo)                                                                     | Anderson                         | 1:00 |
| 16. | Countryside                                                                     | Anderson, Howe, Squire, White    | 3:11 |
| 17. | Everybody's Song (Early demo of "Does It Really Happen")                        | White, Squire, Anderson, Howe    | 6:48 |
| 18. | Onward (Titre caché – Accompagnement orchestral écrit par Andrew Pryce Jackman) | Squire, Andrew Pryce Jackman     | 3:06 |

## Musiciens
- Jon Anderson : chant, guitare Alvarez 10 cordes acoustique, Cuatro Portoricain 10 cordes, percussions
- Steve Howe : guitare Martin 000-45, Gibson acoustique, Vachalia, Fender Broadcaster, Gibson Les Paul Custom, Gibson ES-175, pedal steel guitar, mandoline, chœurs
- Chris Squire : basse Rickenbacker, basse Gibson Thunderbird, piano, chœurs
- Rick Wakeman : orgue Hammond, piano, piano Electra RMI, Clavecin, Polymoog, Birotron, commentaires sur Money
- Alan White : batterie, glockenspiel, crotales, vibraphone, chœurs

### Personnel additionnel
- Damion Anderson  : Voix parlée sur Circus of Heaven

## Classements et certifications

### Album
Classements
| Pays                                 | Durée du classement | Meilleur classement | Date             |
| ------------------------------------ | ------------------- | ------------------- | ---------------- |
| Allemagne (GfK Entertainment)        | 4 semaines          | 36e                 | 30 octobre 1978  |
| Canada (RPM)                         | 6 semaines          | 30e                 | 2 décembre 1978  |
| États-Unis (Billboard 200)           | 14 semaines         | 10e                 | 18 novembre 1978 |
| France (SNEP)                        | 16 semaines         | 9e                  | 6 novembre 1978  |
| Norvège (VG-lista)                   | 7 semaines          | 9e                  | 30 octobre 1978  |
| Nouvelle-Zélande (RMNZ Albums Top40) | 2 semaines          | 34e                 | 29 octobre 1978  |
| Pays-Bas (MegaCharts)                | 6 semaines          | 17e                 | 21 octobre 1970  |
| Royaume-Uni (UK Albums Chart)        | 11 semaines         | 8e                  | 8 octobre 1970   |
| Suède (Sverigetopplistan)            | 4 semaines          | 18e                 | 20 octobre 1978  |

Certifications
| Pays        | Certification | Ventes      | Date              |
| ----------- | ------------- | ----------- | ----------------- |
| États-Unis  | Platine       | 1 000 000 + | 8 novembre 1978   |
| Royaume-Uni | Or            | 100 000 +   | 13 septembre 1978 |

### Single
| Single               | Chart              | Durée du classement | Position | Date              |
| -------------------- | ------------------ | ------------------- | -------- | ----------------- |
| Don't Kill the Whale | (UK Singles Chart) | 4 semaines          | 36e      | 10 septembre 1978 |